# Batalla de Hoth
Batalla de Hoth, suceso que ocurre en el planeta helado, completamente cubierto de nieve, que presenta montañas enormes y forma parte del universo de la saga creada por George Lucas: Star Wars. Darth Vader manda a sus ejércitos a este planeta a destruir la base rebelde ubicada en este planeta. Es presentada en el argumento que abarca la película de 1980, El Imperio contraataca.

## Preludio
Después del abandono de la base de Yavin IV, el Imperio buscó la nueva base rebelde. Durante un asalto a la ciudad Zaloriis para eliminar a los rebeldes de Zaloran, Darth Vader y el general Veers descubrieron en la biblioteca la nueva localización, cerca del sistema Elrood.
La Base Eco fue fundada alrededor de dos años después de la batalla de Yavin. Fue Luke Skywalker quien sugirió esa posible localización. Luke había sido herido con anterioridad en Hoth, y tras sacar la información que necesitaba a un oficial imperial acerca del planeta y matarlo, conocía lo suficientemente bien el planeta como para situar ahí la base.

Prepárese para que nuestras tropas aterricen detrás de su campo de energia, y luego despliegue la flota para que nada ni nadie salga del sistema. Ahora está usted al mando, Almirante Piett.
Darth Vader a Firmus Piett El Imperio Contraataca

La flota personal de Vader, el Escuadrón de la Muerte, alcanzó el sistema Hoth siguiendo una prueba que había localizado un Droide Sonda, destruido más tarde por Han Solo. Había localizado un generador de escudo que Darth Vader identificó como rebelde, aunque el almirante Ozzel no opinaba igual. Vader sabía que si el ataque tenía éxito sería una de las mayores victorias imperiales, así que para ello convocó al Gran General Malcor Brashin y a su condecorado segundo al mando Brenn Tantor para que lo apoyaran en esta difícil batalla.
Lord Vader, con previo acuerdo entre sus altos oficiales (como el capitán Lorth Needa, el gran general Malcor Brashin, el almirante Firmus Piett o el general Maximilian Veers) había planeado un bombardeo orbital para destruir toda nave y defensa que tuvieran allí los rebeldes, seguido por un rastreo efectuado por su comandante personal y por Veers. Sin embargo, el almirante Ozzel tenía su propio plan, y salió de la hipervelocidad cerca del sistema para efectuar un bombardeo en masa. Este error táctico sirvió a los rebeldes para detectar a la flota. El escudo que protegía la Base Eco se activó, evitando cualquier tipo de bombardeo. Enfurecido, Vader eliminó al almirante por su incompetencia y nombró a Piett el nuevo almirante del Ejecutor.
Tras valorar la situación, Vader ordenó a Veers aterrizar lejos de la zona defendida por el escudo e iniciar un asalto de superficie para eliminar las defensas rebeldes, mientras el Escuadrón de la Muerte bloqueaba el planeta para evitar que cualquier nave rebelde escapara. Veers, apoyado por la 501 y por la fuerza Ventisca, lideraría el ataque en tierra mientras Tantor apoyaría al general en toda la operación desde su nave.
Las barcazas AT-AT de desembarco situaron las fuerzas imperiales en Morsh Moraine. La fuerza imperial, dirigida por la Fuerza Ventisca, consistía en los bien equipados soldados de nieve, algunos equipados con blásters de repetición pesados. La fuerza de infantería estaba apoyada por los AT-AT y los Juggernaut, apoyados a su vez en vehículos ligeros como los AT-ST, AT-AR o AT-PT, con droides sonda para dar apoyo extra.
La Alianza utilizó Snowspeeders, que eran Aerodeslizadores T-47 modificados para batallas árticas, que usaría el Escuadrón Pícaro. Las fuerzas de tierra estaban apoyadas por varios tipos de emplazamientos de artillería, incluyendo torres antiinfantería y antivehículos de la época de las Guerras Clon.
Contando con un gran cañón de iones que dispararía a la flota imperial, la Alianza también contaba con láseres corta-hielos para defender el interior de la base si algún escuadrón de la 501 conseguía entrar.

## La Batalla
Hay que aguantarles hasta que todos los transportes se hayan ido. Preparados para ataque terrestre.
General Carlist RieekanEl Imperio Contraataca

El asalto imperial tenía como objetivo principal destruir el generador de escudos principal. Esto eliminaría las defensas y permitiría al Imperio realizar su bombardeo orbital. Veers dirigía personalmente el asalto, comandando su prototipo personal y mejorado de AT-AT, el Ventisca 1, el cual transportaba a los miembros principales de la Legión 501.
Los imperiales sufrieron bajas antes de la batalla. Algunos andadores se desviaron del camino marcado por Veers, intentando encontrar una mejor ruta para impresionar a Lord Vader.
Algunos AT-ST marcharon al cañón de iones para evitar sufrir la pérdida de un destructor. Los snowspeeders destruyeron los ataques antes incluso de que localizaran el cañón. Los AT-AT proporcionaban cobertura a los andadores menores, recibiendo casi todos los golpes de las potentes torretas rebeldes, pero la pesada armadura de los AT-AT era demasiado fuerte para los Rebeldes. Tan solo el Escuadrón Pícaro tuvo éxito distrayendo el ataque, usando los cables de remolque del Snowspeeder, táctica creada por Luke Skywalker y el inventivo Beryl Chiffonage. Desgraciadamente, esta táctica no tuvo un gran éxito, pues los AT-AT derribaron la gran mayoría de Snowspeeders. Los rebeldes se escondían en las trincheras intentando evitar el fuego pesado de los AT-AT, pero los andadores ligeros se ocupaban de eliminarlos en esos casos. Luke cayó ante el fuego de un andador, y apenas pudo salir de su nave antes de que fuera aplastada por el AT-AT. Empleando su potencial Jedi, el piloto empleó un gancho ascendente y, empleando un detonador termal, consiguió reventar la cabeza del vehículo imperial.
Los rebeldes fueron completamente desmoralizados frente al imparable asalto. Sus hombres morían, quedaban seriamente heridos y los pocos que no morían a manos de los soldados y andadores, fueron capturados para investigar con ellos nuevas armas biológicas.
Una vez los snowspeeders habían sido eliminados y los rebeldes se daban en retirada, dejaron de preocuparse por los láser de los hombres de la 501 y de los andadores ligeros al ser sometidos por el fuego pesado de los AT-AT. Veers eliminó el generador de escudos usando su Ventisca 1, ese fue el movimiento de la victoria pero cayendo ante un bombardeo arriesgado de Luke. El bloqueo imperial comenzó a movilizarse para disponerse a un bombardeo orbital. En ese momento, se desplegaron nuevos apoyos y legiones de soldados para apoyar a los veteranos de la 501.
Entre estos apoyos, iba el propio Lord Vader, dirigiendo a los hombres de la 501 que no habían descendido junto a Bow. Los rebeldes intentaron una última defensa desesperada, pero era imposible debido a los nuevos apoyos que el Imperio iba recibiendo. Una vez los soldados de nieve consiguieron penetrar en la Base Eco de manera definitiva, los soldados rebeldes no tenían nada que hacer en un combate han cerrado contra los entrenados soldados de la Legión 501, y se vieron obligados a huir, además que poco antes de la batalla varios wampas habían penetrado a la base matando a quien encontraran en su camino. Han Solo, llevándose a la princesa Leia Organa, escapó de la base en el Halcón Milenario.
El asalto final tuvo lugar cuando la 501, ya en los hangares rebeldes, empezó a usar los cañones pesados de repetición y armamento más pesado. Mientras los últimos transportes trataban de escapar tanto a las fuerzas imperiales de tierra como espaciales, lord Vader y Bow dirigieron a la 501 en su último objetivo. Usando una baliza que permitiría a un destructor a bombardear un transporte, la 501 triunfó cuando consiguieron disponerla. Cuando el destructor estelar abrió fuego, derribó el transporte rebelde y todos los soldados de infantería que aún no se habían montado porque se enfrentaban en vano a la 501 murieron.
Otro rebelde, Dash Rendar, quedó atrapado en la Base Eco. Su Carguero Corelliano YT-2400, el Jinete del Espacio (Outrider), estaba en el otro lado de la base. Rendar usó wampas cautivos para poder evitar a la infantería imperial. Rendar evitó como pudo a los soldados del Imperio, encontrándose incluso con un AT-ST. Sin embargo, Rendar consiguió escapar en el Jinete del Espacio.
Cuando los pocos transportes que habían escapado estaban en la órbita intentando evitar a los destructores, el Escuadrón Pícaro, liderado por Luke y Wedge, salió a defenderlos. Aunque los transportes escaparon, la batalla no había acabado.

## Posterior
Aproximadamente un tercio de los transportes de tropas rebeldes y otras naves pequeñas consiguieron escapar. Las naves imperiales destruyeron a un buen número de los vehículos rebeldes, incluso con el apoyo del Escuadrón Pícaro y del Cañón de Iones. La pérdida de materiales y de personal que sufrieron los rebeldes fue espectacular.
La flota imperial también tuvo pérdidas. Aunque ningún destructor fue destruido, uno fue temporalmente desactivado por el Cañón de Iones. Varios AT-AT fueron destruidos por las defensas terrestres, y varios miembros de la 501 y otros escuadrones cayeron. Los imperiales no pudieron frenar a todos los rebeldes que intentaban escapar, y Vader no consiguió su objetivo principal: capturar a Luke Skywalker.
Muchos prisioneros rebeldes fueron llevados a Bakura.

## Escuadrón Rojo
- Líder Rojo: Comandante de vuelo Luke Skywalker/Dak Ralter
- Rojo 2: Zev Senesca/Kit Valent
- Rojo 3: Wedge Antilles/Wes Janson
- Rojo 4: Derek "Hobbie" Klivian/Kesin Ommis
- Rojo 8: Zev Kabir/Desconocido
- Rojo 10: Tarrin Datch/Desconocido
- Rojo 11: Tenk Lenso/Desconocido
- Rojo 12: Dash Rendar/Artillero Robótico
- Tycho Celchu/Desconocido
- Samoc Farr/Desconocido
- Nala Hetsime/Desconocido

- Datos: Q2641379